# 阿尔潘德雷
阿尔潘德雷，是西班牙安达卢西亚自治区马拉加省的一个市镇。 总面积31平方公里，总人口307人（2001年），人口密度10人/平方公里。